# 백선엽

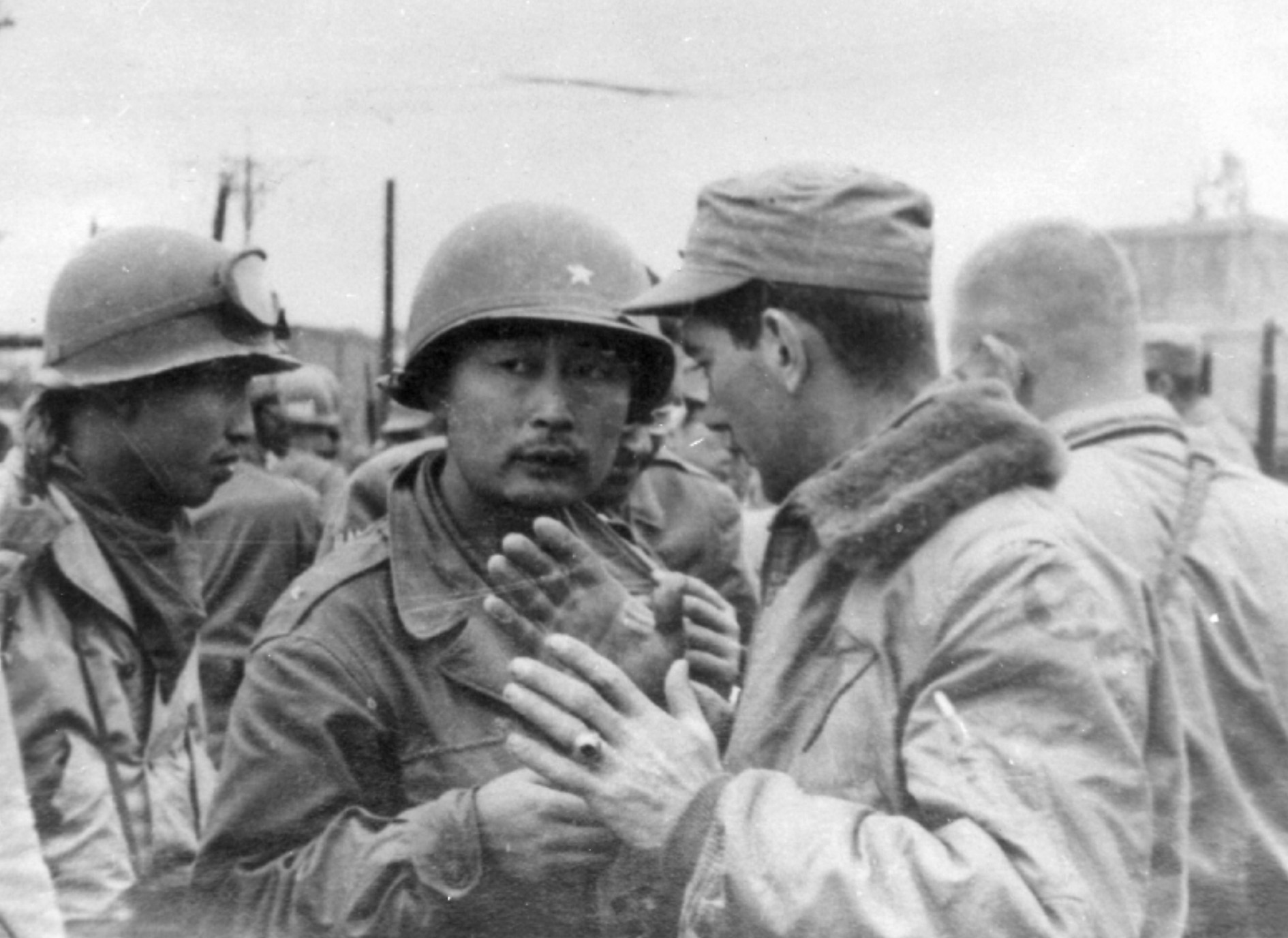
한국 전쟁 중인 1950년 10월 동평양에서 작전을 지휘하는 백선엽

백선엽(白善燁, 1920년 11월 23일~2020년 7월 10일)의 본관은 수원(水原), 호는 우촌(愚村)·운산(雲山)이다.
대한민국의 육군참모총장·합동참모의장 등을 지낸 군인이자 교통부 장관 등을 지낸 관료이다.
만주국 육군군관학교 제9기(1932년에 설립된 봉천군관학교 .. 박정희는 1939년에 설립된 (만주)신경군관학교 2기))로 졸업하여 간도특설대에서 장교로 복무하였다. 1945년 만주군 중위로 있을 때 광복을 맞아 평양에 돌아왔고, 독립운동가 조만식의 비서로 활동하다가 소련이 이북 지역에 진주하자 그해 12월 월남했다. 1946년 군정기 남조선국방경비대 제5연대 중대장을 맡았고, 1949년 제5사단장이 되었으며, 1950년 개성 제1사단장으로 승진한 이후 한국 전쟁에 참전하였다. 전쟁 초기 인민군에 패퇴하여 수도 서울이 조기 함락되는 원인을 제공하였으나 미군과 함께 다부동 전투 등에서 전공을 세우며 32세에 대한민국 국군 최초의 대장에 올랐고, 태극무공훈장과 미국 은성무공훈장을 받았다. 1952년 휴전 회담 때 한국측 대표단의 한 사람으로 휴전 문서 조인식에 참석했다. 예편 후에는 교통부 장관을 역임하고, 중화민국·프랑스·캐나다 대사 등을 지냈으며, 한국종합화학∙한국에타놀 사장도 역임하였다. 동생 백인엽과 인천대학교 등 선인재단을 설립했다. 2020년 7월 10일에 99세의 나이로 별세하여 국립대전현충원에 안장되었다.

## 생애

### 생애 초반
1920년 11월 23일 일제 강점기 평안남도 강서군 강서면 덕흥리에서 아버지 백윤상(白潤相)과 어머니 방효열(方孝熱)의 장남(長男)으로 출생하였다. 1926년 7세에 아버지를 여의었으나 주변에 의지할 친척이 없어, 홀어머니 아래에서 동생들과 함께 어려운 생활을 하였다. 그의 어머니는 백선엽이 여덟살 되던 1927년 1월에 생활고로 인하여 온가족과 함께 대동강에 뛰어 자살하려고 했으나, 백선엽의 큰누이가 설득하여 위기를 모면하였다. 이후 그의 어머니는 길쌈과 밭일, 누이들은 공장의 여직공으로 입사하여 가정의 생계를 꾸렸다.
유년 시절의 그는 말수가 적고 내성적이었다. 평양부립도서관에 자주 다니며 책을 읽고 신문 사설을 읽는 것을 즐겼다. 그는 군인이 되기를 희망하였으나 변변치 않은 가정 환경으로 인하여 평안남도 강서 약송소학교를 나온 이후 평안남도 평양사범학교로 진학한다. 1939년 3월 평양사범학교를 졸업 후 교직에 종사했다. 그러나 군인의 꿈을 버리지 못하고, 만주국 봉천군관학교에 진학하였다.

### 만주국 군인 활동
1941년 12월 30일 만주국 봉천군관학교를 제9기로 졸업하고 견습군관을 거쳐 만주군 소위로 임관했다. 자무쓰 부대에 배속되었다가, 1943년 2월 간도특설대로 전근되어 3년 동안 근무하였다. 1943년 12월 러허성에(열하성)서 간도특설대 기박련 소속으로 팔로군 공격작전에 참가했다. 간도특설대는 1938년 12월 1일 기존에 있던 조선인 국경감시대를 폐지하는 대신에 팔로군을 소탕하기 위해 창설된 기구였으며 사령부는 간도성(젠다오 성) 연길(延吉, 옌지) 부근 명원구에 있었다. 보병 기갑 혼성 부대로 출발한 이 부대는 당초 360명으로 발족되었으나 나중에는 800명 가까이 늘어났다 한다. 부대장은 일본인 장교였으나 중대장의 반수와 소대장 이하 전 사병은 조선인이었다.
이 부대는 1938년 12월 창설 직후 간도, 길림, 통화 일대에 출몰하는 안창길(安昌吉), 양정우(楊靖宇)리홍광李红光, 진한장(陳翰章), 최현(崔賢) 등의 반만 항일(反滿抗日) 세력의 토벌에 투입되었다. 간도특설대는 만주국 북부에 있던 사회주의 계열 항일무장세력인 팔로군, 동북항일연군, 조선의용대를 토벌하기 위한 특수 목적을 띈 북방 공산 게릴라 토벌 부대였다. 모두 108차례 토공(討攻) 작전을 벌였다.
백선엽의 간도특설대에서의 구체적 역할은 밝혀지지 않고 있다. 백선엽이 남긴 회고록에 그의 활동 내역이 일부 보인다. 《군과 나》에 따르면, 백선엽은 간도특설대에서 김찬규(金爛奎), 송석하(宋錫夏), 김석범(金錫範), 신현준(申鉉俊), 이용(李龍), 윤춘근(尹春根), 박창암(朴菖岩) 등과 함께 근무했다.

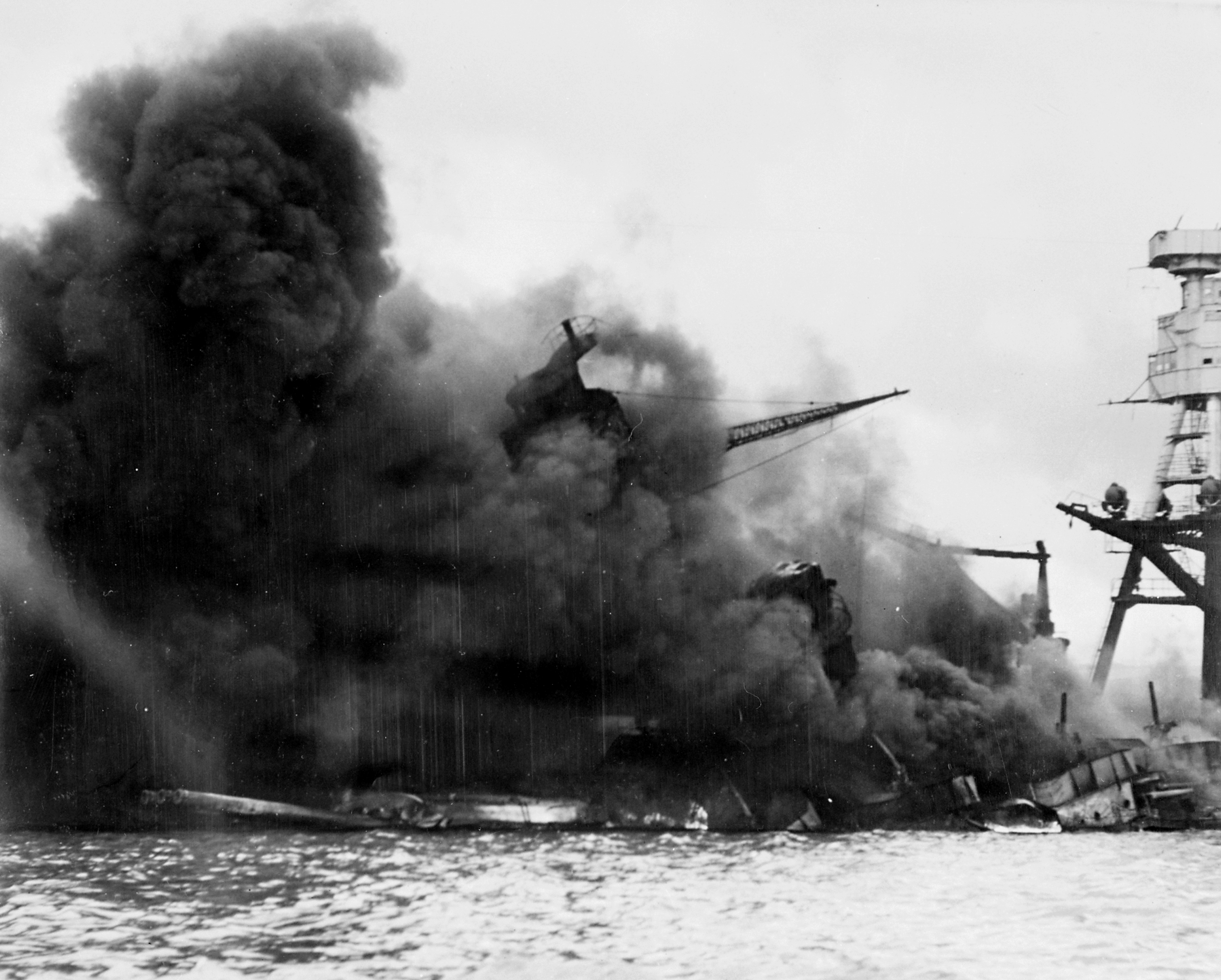
태평양 전쟁

1944년 봄 열하성(熱河省)과 중국 북부에서는 팔로군의 활동이 활발해졌다. 이에 일제는 만주군 3개 여단을 파견했다. 백선엽과 간도특설대는 만주군 철석부대 산하에서 정보수집, 반공 선전, 체포된 항일세력 심문 등을 맡았다.
1944년 여름, 간도특설대는 러허성(熱河省)을 떠나 허베이성(河北省)으로 이동했다. 백선엽과 간도특설대는 여기서 1945년 1월까지 항일 세력을 상대로 한 작전을 벌였다. 작전이 끝나자 그는 원대복귀명을 받고 귀대했다. 1944년 가을, 평양에서 노인숙과 결혼하였다. 1945년 8월 일제가 패망할 당시 백선엽은 만주군 "헌병" 중위였다. 그는 만주 전략공세작전을 만나 명월구에서 강제 무장해제를 당했다.

#### 간도특설대활동 회고
1993년 일본에서 출간된 ‘간도특설대의 비밀’에서 백선엽은 아래와 같이 회고했다.

"간도특설대가 소규모이면서도 군기가 잡혀 있어 커다란 전과를 올린것은 당연한 일이였고 간도특설대가 추격했던 게릴라 중에는 많은 조선인이 섞여 있었다. 한국인이 독립을 위해 싸우고 있었던 한국인을 토벌한 것이기 때문에 이이제이(以夷制夷)를 내세운 일본의 책략에 완전히 빠져든 형국이었다."
그는 회고에서 간도특설대를 우리라고 표현하였는데, "우리가 전력을 다해 토벌했기 때문에 한국의 독립이 늦어졌던 것도 아닐 것이고, 우리가 배반하고 오히려 게릴라가 되어 싸웠더라면 독립이 빨라졌다라고도 할 수 없을 것이다. 동포에게 총을 겨눈것이 사실이었고 비판을 받더라도 어쩔 수 없다."라고 했다. 또한 간도특설대의 활동에 대해 "민중을 위해 한시라도 빨리 평화로운 생활을 하도록 해주는 것이 칼을 쥐고 있는 자의 사명이라고 생각할 수밖에 없었다."고 말했다. 이에 대해 친일행각 비난이 일자 그는 "동족상잔의 사례를 같은 조선인으로서 가슴아픈 소회를 밝혔던 것"이라면서 자신이 직접 토벌했음을 의미하는 건 아니라고 설명했다.
2000년 일본어로 발간된 회고록 《젊은 장군의 조선전쟁》에서 백선엽은 간도특설대에 대해 "일종의 특수부대로서 폭파, 소부대 행동, 잠입 등의 훈련이 자주 행해졌다"고 썼다.
간도특설대는 대(對)비정규전 특수부대 형식을 취하고 있어 기동타격, 공작, 정보, 심리, 매복, 추격, 섬멸작전을 주로 행했고, 또한 만주군 헌병대에도 종전까지 근무하여 향후 국군 육군 정보국장을 하고 한국전쟁시 빨치산토벌의 선봉장이 되는 계기가 된다. 또한 이는 그의 일본어 저서 대 게릴라전-미국은 왜 졌는가'로 이어지며 같은 1사단장을 지낸 전두환이 대(對)비정규전 부대인 '특공여단'을 후방 2군직할부대로서 창설하는 것으로 맥을 잇는다.

### 군정기와 해방 정국

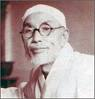
조만식
(1945년 8월부터 12월까지 그는 조만식의 비서로 활동하였다.)

일제 패망 후, 조선으로 돌아와 당시 민중들로부터 많은 신망을 받고 있었던 고당 조만식을 찾아갔다. 이때 조만식은 그를 비서로 채용하여 백선엽은 해방직후 잠시 조만식의 비서로 활동하기도 했다. 하지만 이건 자신의 친일행적을 감추기 위한 방편으로 보는 시각이 많다. 이후 조만식의 민족주의 운동에 참가하지만, 북한에서의 공산주의체제 성립을 피해, 1945년 12월 24일에 월남하였다. 소련군의 일제 부역자에 대한 처벌과 지주들에 대한 재산 몰수에 반감을 품게 된 그는 반공주의자로 변신한다. 그러나 그는 반공주의 청년단체에는 가담하지 않는다.
월남 후 1945년 12월 5일에 만들어진 군사영어학교 1기생으로 입학했고, 1946년 2월 26일에 임관하여, 국방경비대 육군부위(중위)가 되었다. 그 뒤 같은 해 1월 15일에 창설된 국방경비대에서 입대하여 제5연대장을 맡았다. 연대장 부산에 도착, 부산항에 도착한 미군의 물자를 관리하고 감독하는 업무를 완벽하게 처리하여, 군수품을 중간에서 빼돌리는 군납업자와 내부에서 협조한 하사관과 장교들을 적발하고 분실률을 2-3%로 낮추게 된다. 물자 분실률을 50%대에서 10%대 미만으로 줄이자, 미군은 그에게 관심을 갖고, 백선엽의 능력을 믿고 신뢰하였다.
조병옥의 건의로 미군정 하에서 국방부격인 통위부가 조직되자 그는 통위부로 대기발령되었다가, 곧 통위부장 유동열에 의해 능력을 인정받아 1948년 4월 통위부 정보국 국장에 임명되었다.

### 군 경력
1941. 12. XX. : 만주 봉천군관학교 졸업, 만주군 소위로 임관 제 2차 세계대전 종전시 만주군 육군 헌병 중위 - 당시 헌병은 Military Police가 아닌 지금의 정보,기무,특수전 병과와 유사
1945. 12. 05. : 군사영어학교 입교

1946. 02. 26. : 군사영어학교 졸업 및 국방경비대 부위(중위) 임관, 보병 제5연대 A중대장

1946. 09. XX. : 제5연대 제1대대장

1947. 01. 01. : 중령 진급, 제5연대장

1947. 12. 01. : 제3여단 참모장

1948. 04. 11. : 통위부 정보국장 겸 국방경비대 총사령부 정보처장 - 만주군 간도특설대(정보,첩보, 對비정규전 항일토벌부대), 헌병(역시 비정규, 공작, 정보) 경력을 바탕

1948. 12. 25. : 대령 진급

1949. 07. 30. : 제5사단장

1950. 04. 23. : 제1사단장(1950. 06. 25. : 6.25전쟁 발발)

1950. 07. 25. : 준장 진급

1951. 04. 15. : 소장 진급, 제1군단장

1951. 07. 10. : 휴전회담 한국 대표

1951. 11. 16. : 백 야전군 사령관 - 만주군 간도특설대(정보,첩보, 對비정규전 항일토벌부대), 헌병(역시 비정규, 공작, 정보) 경력을 바탕

1952. 01. 12. : 중장 진급

1952. 04. 05. : 제2군단장

1952. 07. 23. : 육군 참모총장 겸 계엄사령관

1953. 01. 31. : 대장 진급(대한민국 국군 최초의 대장)

1953. 05. XX. : 육군대학 총장 겸

1954. 02. 14. : 제1야전군 사령관

1957. 05. 18. : 육군 참모총장

1959. 02. 23. : 연합참모의장

1960. 05. 31. : 전역

#### 국군 입대와 숙군 작업
1948년 대한민국 정부 수립 이후, 국방경비대가 정식으로 국군으로 재편됐다. 국군에 입대한 그는 국군 제5연대장과 육군본부 정보국장을 거쳐 1950년 4월에 개성을 관할로 하는 1사단장(당시 계급 대령)으로 부임하여 1951년까지 사단을 지휘하였다.
육본 정보국장 재직 중에 발생한 여순 14연대 반란사건(194810)이후 공산 게릴라 소탕 및 숙군 사업을 지휘하였다. 국방부는 1948년 12월 15일, 육군본부 정보처 소속이던 백선엽 등 8명의 중령을 대령으로 특진발령하였다.
이후 그는 남로당 빨치산의 토벌과 군내 좌경 인사 숙군 작업에도 주력한다. 이때 김창룡의 강경책과 달리 좌익 혐의자 중 단순가담자를 선별하여 가벼운 징계를 내릴 것을 건의하여 성사시킨다.
숙군 과정에서 박정희의 재능을 아깝게 생각하여 박정희에게 전향을 권고한다. 백선엽은 숙군 과정에서 검거되었던 박정희의 구명에 대해서 적극적이었다. 박정희는 남로당 총책으로 지목되어 검거되어 사형 선고까지 받은 상태였다. 1949년 초 어느 날 특무대의 김안일 소령은 백선엽에게 박정희가 조사 과정에서 군내 침투 좌익 조직을 수사하는 데 '적극 협조했다'는 점을 들어 박정희를 만나 줄 것을 부탁했다. 박정희를 만난 백선엽은 도움을 부탁하면서도 시종 의연한 자세를 잃지 않았던 그를 도와주기로 마음먹었다고 한다.
옥석을 가리기 힘들었던 만큼 무리한 일이 없었다고 자신할 수는 없지만, 바로 1년 후에 터지는 동족상잔의 대 전란을 앞두고 적어도 군내의 좌익 조직을 일소할 수 있었던 것은 지금으로서도 다행이다

박정희를 남로당의 총책으로 본 김창룡 등은 박정희를 숙청하려 했으나 백선엽은 박정희의 구명에 적극적이었다. 백선엽은 정보국 고문관인 이드 미 육군 대위에게 부탁하여, 하우스만 미 육군 대위와 로버츠(William Roberts) 미 육군 준장에게 박정희의 구명을 요청했고, 육군본부에 재심사를 요청하여 박정희에 대한 형 집행정지 조치를 얻어냄으로써 그를 불명예 제대시키는 선에서 문제를 매듭지었다. 그 후 국군 내부의 반대와 일부 장교들의 비난을 감수하고, 박정희가 문관 신분으로 정보국에서 근무하도록 배려했다. 공식 보직이 부여되지 않은, 편제 외 인원으로 비편제 군무원 자격으로 근무하던 박정희에게는 급여가 없었으나, 백선엽은 동료, 부하 장교들을 설득하여 장교들의 월급에서 일부 갹출하여 박정희의 문관 월급으로 주며 박정희를 독려하여 삶의 동기를 부여하였다. 1950년 6.25 전쟁이 발발하면서 박정희는 군 현역으로 복귀할 기회를 얻게 되고 정보국 제1과장으로 전쟁에 참여하였다.

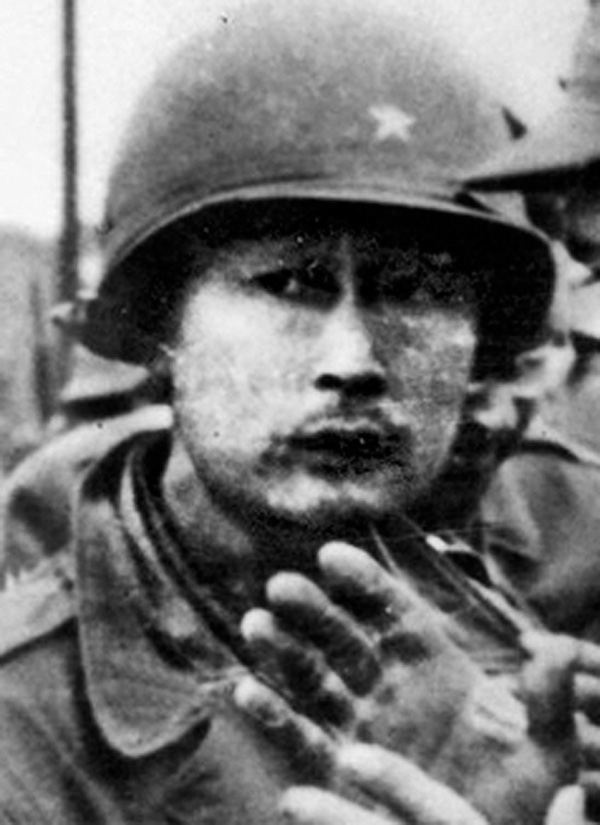
국군 1사단장 시절
백선엽

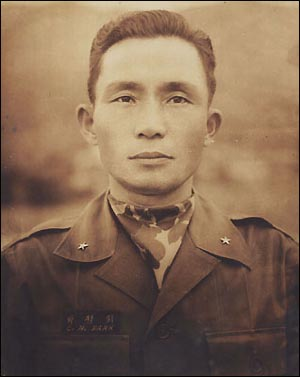
박정희
(1950년대 후반 무렵, 이 당시 박정희는 6군단 부군단장이었으며 군단장이 백선엽의 동생인 백인엽이었다.)

1949년 7월 백선엽은 국군 제5사단장으로 부임하였다.

#### 한국전쟁(6.25 전쟁) 발발 이후

##### 한국 전쟁 초기

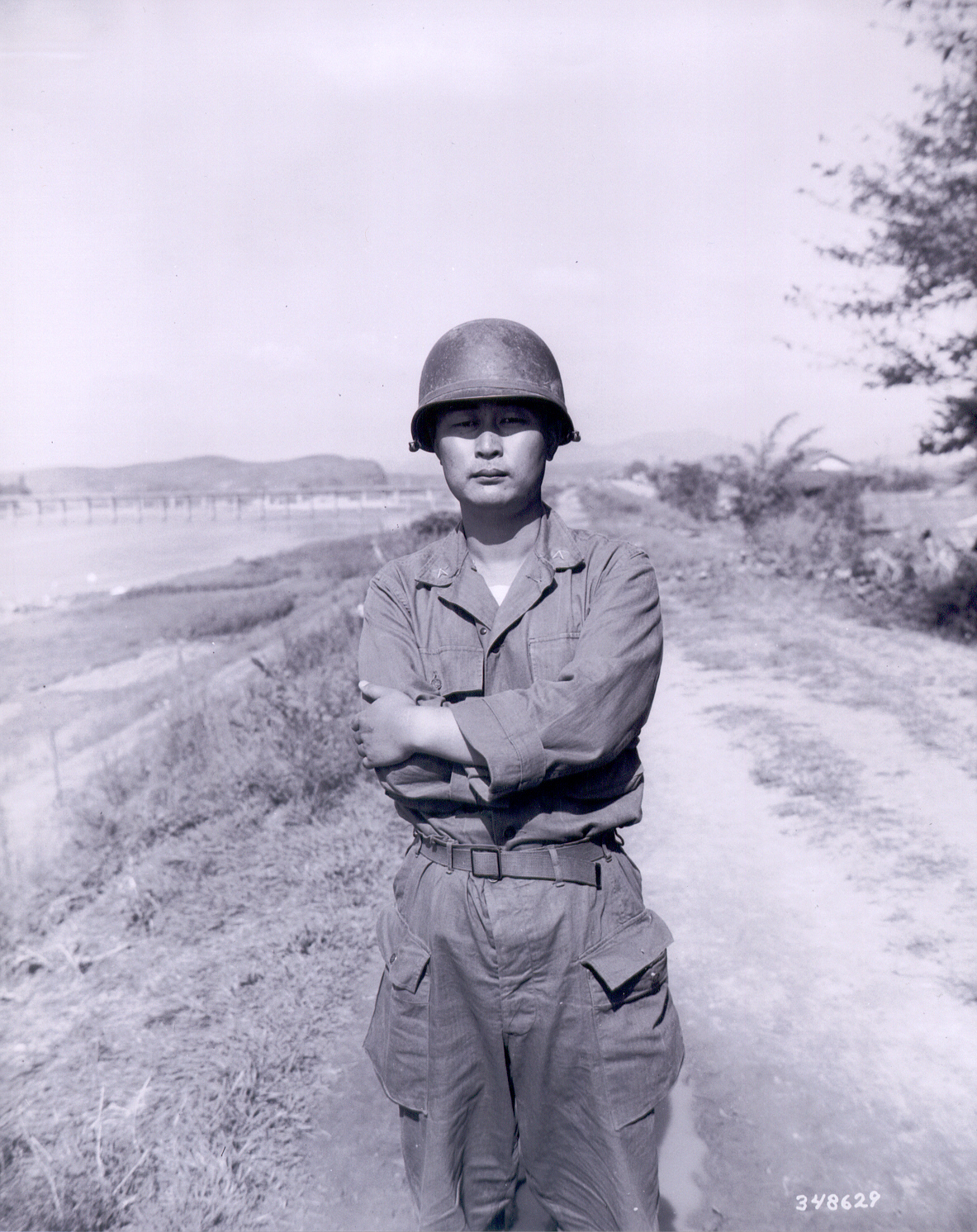
1950년 대구에서의 백선엽

1950년부터 1953년간의 한국전쟁의 경과

1950년 4월 22일, 광주에 주둔하던 5사단장에서 1사단장으로 부임해 부대사정을 소상히 파악하기도 전에, 6월 14일부터 시흥(始興)소재 보병학교에서 고급 간부 재훈련교육을 받고 있었다. 그러다가, 1950년 6월 25일 아침 7시경, 서울에 있던 백선엽은 사단작전참모 김덕준 소령의 숨가쁜 전화를 받았다. "사단장 각하, 전방에서 적이 전면적으로 침공해 왔습니다. 개성이 대혼란에 빠져 있습니다. 개성은 벌써 점령되지 않았나 생각됩니다." 이것이 백선엽이 받은 6.25 전쟁에 대한 제1보였다. 백선엽은 급거 귀대하여 육군 제1사단을 지휘하였으나, T-34/85 전차를 앞세운 북한군에 밀려 후퇴를 했다.

##### 개성, 문산지구 전투, 고랑포지구 전투
1950년 6월 25일 오후 신속히 1사단 병력과 김점곤 대령, 김익렬 대령이 이끄는 부대가 합류하면서 개성과 문산지구로 출동하여 남하하는 중인 북한군에 맞서 교전하였다. 6월 26일에는 경기도 장단군 고랑포에서 최경록 대령이 이끄는 연대와 함께 북한군에 맞서 교전하였다.
그러나 6월 26일 화력과 장비의 준비 부족으로 부득이 퇴각하게 되었고 사단 편제는 그대로 유지하는 데 성공하였으니, 개전 초기 한국군 전방 사단 중에서 편제를 유지하며 후퇴한 사단은 김종오 대령의 6사단(춘천 주둔), 이성가 대령의 8사단(강릉 주둔)이 유일하였다. 대구로 후퇴하던 중 이 공로로 백선엽은 대령에서 준장으로 승진한다.

##### 장군 진급과 낙동강 전투

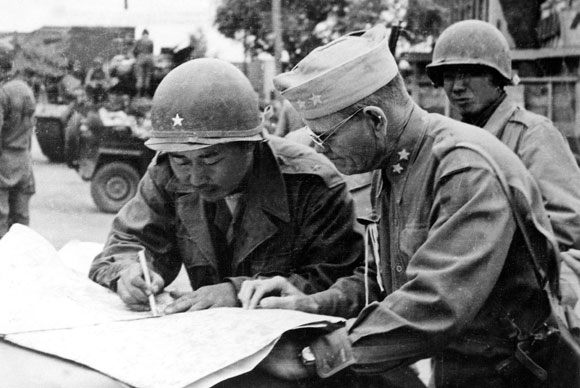
작전 계획중인 백선엽

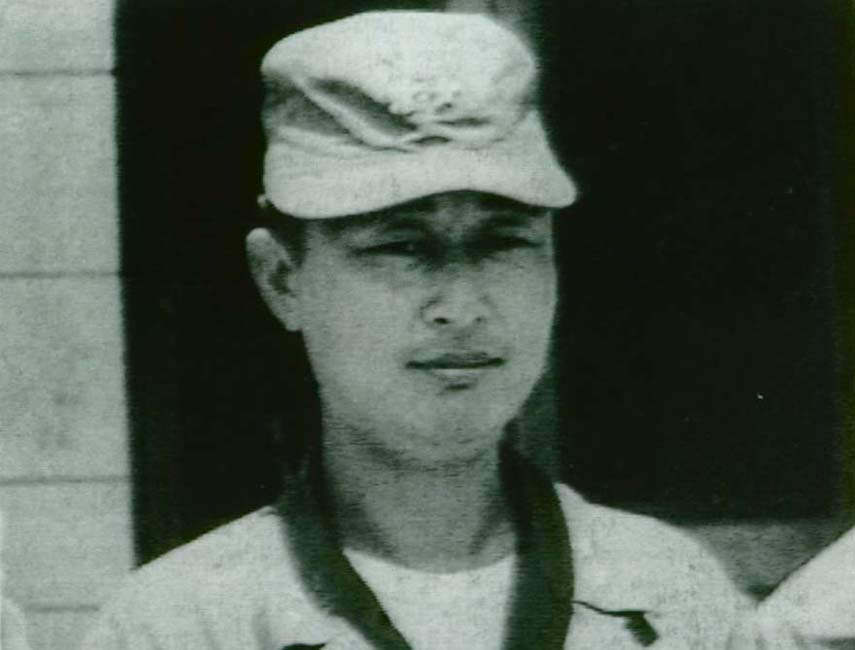
육군 소장 시절

이후 낙동강까지 후퇴한 1사단은 한국군 부대 중에서 유일하게 미국 1군단에 배속되어 지원나온 미군 2개 연대와 함께 경북 칠곡의 다부동 전투를 치렀다. 전투 중 한국군 병력의 후퇴와 무단이탈이 심하자 함께 다부동을 지키던 미군 27연대장 마이켈리스(Michaelis) 대령이 "전선 좌측의 한국군 부대가 무단 이탈하고 있다"며 다급하게 전황을 알려왔다. 그가 나가보니 한국군이 후퇴하고 있었고, 당시 병사들은 이틀을 굶은 상태였다 한다. 그는 후퇴하는 한국군을 막으며 "나라가 망하기 직전이다. 저 사람들(미군)이 싸우고 있는데 우리가 이럴 순 없다. 내가 앞장설 테니 나를 따르라. 내가 후퇴하면 나를 쏴도 좋다."며 싸울 것을 호소하였다.

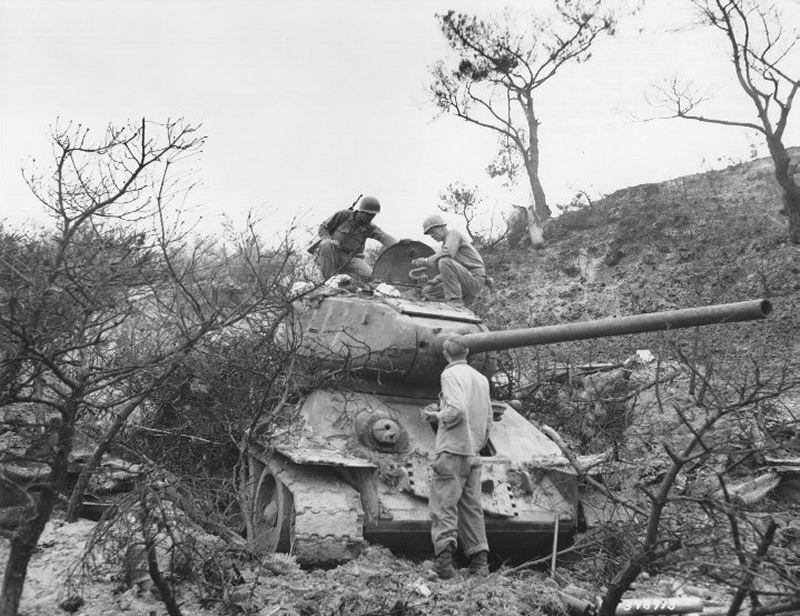
한국 전쟁 때의 어느 전차

그 후 미국 1 기병 사단, 24 보병 사단과 평양 점령을 경쟁하여 제일 먼저 평양에 입성하는 부대가 되기도 하였다. 평안북도 운산까지 진출한 1사단은 중공군의 반격에 밀려 다른 유엔군과 함께 38선 이남으로 철수하였다.
미국이 북한 및 중국과 휴전협상을 시작했을 때 백선엽은 휴전회담의 한국군 대표로 참석하였고, 회담 도중 동부전선 상황이 악화되어 군단장으로 다시 강릉으로 부임하였다.
1951년 겨울에는 지리산의 빨치산 소탕을 위한 "백(白) 야전사령부"를 구성하였으며, 이 사령부를 모태로 이듬해인 1952년 4월에는 한국군 최초로 근대화된 2군단을 창설하게 된다. 기존에도 2군단이 있었으나, 1952년 11월 중공군 2차 공세 시 덕천, 영원에서 괴멸하자 해체된 바 있다(이후 한동안 한국군 사단들은 군단급 이상 사령부 없이 미군 각 군단에 분산배치되기도 하였다).

##### 전쟁 고아 보육원 설립
전쟁 중 국군과 경찰의 유자녀, 전쟁 중 학살과 실종 등으로 부모를 잃은 고아들을 위해 서울에 보육원 성격의 유아원을 설립하고 '백선 유아원'이라 하였다.
백선 유아원은 1952년 지리산 토벌 작전 뒤 버려진 고아들을 수용해 생활토록 하는 시설로, 전라남도 광주 송정리에 세워졌다. 한국 전쟁 이후 손을 뗐지만 그 뒤 1983년 백선사회봉사원으로 이름을 변경했다가 1988년 샬트르 성바오로 수녀회 대구관구에 넘겨져 운영되었다. 현재는 보건복지부와 광주광역시의 요청으로 정신지체인 아동시설로 운영되고 있다. 원래 명칭은 설립자인 백선엽을 기리는 의미의 ‘백선’이었으나 여기에 수녀회 성인인 사도 바오로의 영성을 뜻하는 ‘바오로’를 담아 ‘백선 바오로의 집’으로 바뀌었다. 이때 세운 보육원은 후일 그가 정계에서 은퇴한 후 교육 사업에 투신하는 시발점이 된다.

#### 휴전과 대장 승진

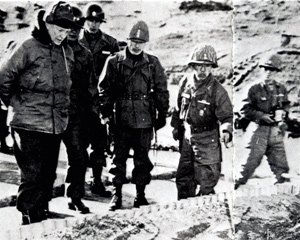
한국 전쟁 중, 정일권(왼쪽에서 세 번째), 백선엽(오른쪽에서 세 번째 맨뒷줄), 아이젠하워(맨 오른쪽)

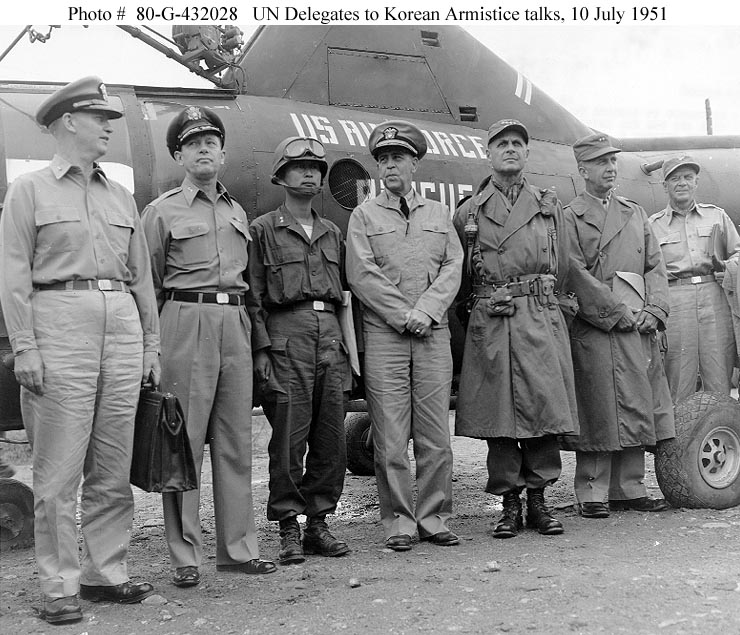

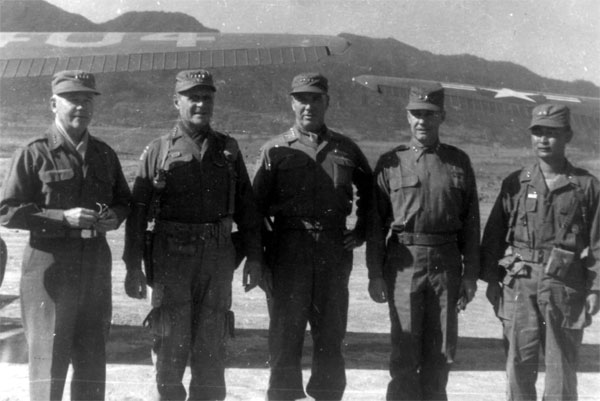
펀치볼 부근을 시찰한 유엔군 수뇌부.(좌로부터 콜린스 대장, 리지웨이 대장, 밴플리트 대장, 미 제10군단장 바이어스 소장, 백선엽 소장)

1951년 11월 야전전투사령부 사령관에 선출되었다. 지리산의 빨치산 소탕을 위한 "백야전사령부"를 구성하였으며, 이 사령부를 모태로 한국군 최초로 현대화된 2군단을 창설하게 된다.
1952년의 휴전 회담이 체결되자 한국측 대표단의 한 사람으로 휴전문서에 조인식에 참석하기도 했다. 그 후, 육군 제2군단장을 거쳐 1952년 7월, 육군참모총장에 임명되었다. 이때 그의 나이는 겨우 32세였다. 이때 미군의 밴 플리트 장군과 함께 한국군 증강계획을 세워 추진한다. 미국의 신뢰 외에도 뛰어난 영어 구사 능력으로 대한민국의 입장과 대통령 이승만을 변호하여 그와 미국의 관계를 조절하는 역할을 하였다.

#### 참모총장과 퇴역

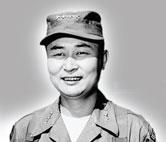
육군 대장 시절의 백선엽

참모총장 재직 시 그는 군 훈련체계의 개혁, 보급체계 개편, 상이군인들에 대한 복지 향상 등에 힘쓰기도 하였으며, 군 근대화를 위한 미국 군사유학 강화(본인 자신도 레벤워스 미 참모대학으로 군사 유학을 다녀옴), 10개 상비사단 창설(11사단~20사단), 10개 예비사단 창설 등을 추진하였다. 열악한 한국군의 피복과 식량 등의 처우 개선을 건의하기도 하였으나 묵살되었다.
1953년 1월 대한민국 육군 대장으로 진급하였고, 1954년 2월에는 동양 최초로 제1야전군을 창설하고 사령관에 임명되었다. 이때 그는 155마일 휴전선 방어책임을 미8군으로부터 사실상 인수 받아, 43개월의 장기간 동안 초대 1군사령관으로 야전군의 기틀을 다져놓았으며, 1957년 5월, 다시 육군참모총장을 역임했다.
이후 1958년부터 발생한 일방적인 감군 여론에 반대하였으며 그해 11월 출국하여 유럽 각국의 소년단 운용을 시찰하고 11월 25일 귀국하였다. 1959년에는 연합참모본부 의장으로 취임, 최신식 무기 도입 등 한국군의 근대화에 공헌했다. 그러나 육군 중령 김종필 등을 중심으로 하는 신진 장교들에 의한 청군 운동으로 스스로 용퇴를 결심, 1960년 5월 31일 퇴역했다.

### 퇴역 이후

#### 1960년~1986년
퇴역 후는 외교관에 임명되어 1960년 7월 주중화민국대사로 부임하였다.
1961년 7월 주프랑스 대한민국대사 겸 네덜란드·벨기에 대사를 지냈고, 중화민국·프랑스 대사를 역임했다. 1961년 7월 16일 한국-세네갈 친선사절단의 대표로 세네갈을 방문하여 세네갈 수상 두두 티암을 만나 면담하고 돌아온 뒤 1962년 가봉, 토고, 세네갈, 카메룬, 차드, 모리타니 주재전권대사를 겸임했다. 1963년 8월 27일, 신임 카메룬 주재 한국 대사 백선엽(당시, 주프랑스 대사 겸임)은 아마두 아히조 대통령에게 신임장을 제정하였다.
박정희 정권에서는 1965년 7월 캐나다 대사로 전보되었다가 1969년 10월 교통부 장관이 되었다. 교통부 장관으로 서울의 1기 지하철 건설을 지휘했다. 퇴임 후 반공, 안보 강연을 다녔다.
1971년 충주비료 사장에 선출되어 기업인이 되었고, 한국종합화학공업의 사장을 겸임하였다. 곧 전국경제인연합회 이사의 한사람에 선출되었다. 1972년 2월 28일 호남비료 사장에 겸임되었으나 얼마 뒤 사퇴하였다. 그 뒤 1972년 연세대학교 경영대학원 최고경영자과정을 수료하였고 1973년 고려대학교 경영대학원 최고경영자과정을 수료하였다.
1973년 4월 한국종합화학공업 사장에 재선임되었으며, 같은 해 (주) 한국에탄올 사장에 선출되어 1980년까지 재직하였으며, 겸임으로 1974년 겸임 대한화학펄프 사장에 선출되었다가 1975년 비료공업협회 회장이 되었다. 1976년부터 1981년까지는 한국화학연구소 이사장으로 재직하기도 했다. 1976년 서울대학교 경영대학원 최고경영자과정을 수료하였다.
그는 1979년 정계에서 은퇴하였다. 그러나 박정희 정권의 붕괴 뒤에도 한국 전쟁에 참전한 공로가 인정되어 사회원로로 각종 행사에 초빙, 초청되었으며 1981년초 선인재단의 간부들의 비리, 부패행위가 문제가 되자 책임을 지고 선인재단 이사장직을 사퇴하였으며, 그해 3월 한국종합화학 사장직에서도 사퇴하였다. 1980년 3월 한국종합화학공업 사장을 사임한 뒤 그해 한국후찌쯔 사 고문으로 위촉되었고, 이후 비료공협 회장, 한국화학연구소 이사장, 국제상공회의소 국내위원장 등에 피선되었으며, 안보, 강연활동 등을 다니다가 1986년 국토통일원 상임고문에 위촉되었다.

#### 1988년~2009년
1988년부터 경향신문에 그의 자전적 칼럼 "군과 나"를 연재하였고, 이를 단행본으로 엮은 백선엽 회고록 <군과 나>가 1989년 6월 한국전쟁 39주년을 맞아 대륙연구소에서 출판됐다. 그해 12월 “대한민국의 평화와 자유를 지켜온 예비역 장성들의 모임” 성우회(星友會)가 만들어졌고, 초대 회장에 백선엽이 선임됐다. 1990년 주식회사 한국후지쯔사 고문에 재선출되었다.
1998년 6·25전쟁 50주년 기념사업위원회 위원에 위촉된 뒤, 동 기념사업회 위원장에 선출되었다. 1999년 11월 한국후찌쯔 사 고문직을 사퇴하였으며, 1999년부터 2001년에는 노근리사건 대책단 자문위원회 자문위원장으로 위촉되었다.
2002년 4월 9일 경기도 동두천시 미 보병 제2사단 캠프 케이시에서 열린 '제너럴 백선엽 히어로 룸' 개관식에서 백선엽 예비역대장(왼쪽)이 러셀 아너레이 미 2사단장과 함께 자신의 흉상과 업적이 새겨진 현판을 보고 있다. 동두천시 미2사단 캠프 케이시에서 2002년4월9일 개관식을 갖은 이 기념관은 미군측이 부대 근접전투 전술훈련장(the Close Combat Tactical Trainer)을 백선엽 이름으로 명명, 사후 강평실로 사용한다. 100여 평 규모의 기념관은 중·소대 전투훈련 상황을 부대원이 시뮬레이션을 통해 강평할 수 있도록 시설을 마련했다.
주한미군 사령관은 이·취임식 때마다 “존경하는 백선엽 장군”으로 시작하는 게 전통이 되었으며, 현재 미 2사단 훈련평가원실 건물 이름이 '백선엽관'이다. 또한 미군 장성진급자 모임인 캡스톤 그룹(capstone group)이 한국에 오면 백선엽을 만나는 게 필수코스였다. 현재도 백선엽의 6·25전쟁 경험담 육성녹음은 미국 국립보병박물관에 전시되어 있고, 6·25전쟁 회고록 《군과 나》는 미군 주요 군사학교에서 교재로 사용되고 있다. 이후 2013년에는 미8군 명예 사령관으로 임명되었고, 2016년에는 한국인 최초로 미8군 사령관 이•취임식에 초대되었다.
이렇듯 백선엽에 대해서는 좌우 정치적 혼란이 심한 한국 본국보다 오히려 군인의 명예를 존중하는 전통을 지닌 미국이 '살아 있는 전설(Living Legend)'로 부르며 극진히 예우해왔다. 주한 미군은 2013년 그를 '명예 미8군사령관'으로 위촉해 각종 공식행사 때 주한 미8군사령관과 같은 예우를 해왔다. 한국에서도 이명박 대통령이 백선엽에게 한국군 최초 원수 계급을 부여하려 했으나 간도특설대 경력 때문에 반대가 심해 무산되었다.
일제강점기 때 항일인사 토벌에 나선 만주군 간도특설대 장교로 2년 반 동안 복무한 전력이 있다. 이 때문에 2008년 민족문제연구소가 공개한 친일인명사전 수록예정자 명단의 군 부문에 수록되었으며 2009년 대통령 소속 친일반민족행위진상규명위원회는 백선엽을 친일반민족행위 705인 명단에도 포함시켰다.
그 뒤 2008년 5월 '대한민국 건국 60주년기념사업추진위원회' 고문으로 위촉됐다. 2009년 3월 23일, 대한민국 정부는 2010년 한국전쟁 발발 60주기를 기념하여 백선엽을 명예 육군 원수로 추대할 계획임이 보도되었다. 실행된다면 백선엽은 대한민국 최초의 원수계급 보유자가 된다. 그러나 그의 만주군·간도특설대 경력과 공산세력 중심의 항일 무장 독립운동 세력(동북항일연군)을 토벌했던 사실로 인해 무산되었다. 그는 일본에서 출판된 자신의 책들에서 항일연군을 ‘게릴라’로 칭하면서 “우리가 전력을 다해 토벌했기 때문에 한국의 독립이 늦어졌던 것도 아닐 것이고, 우리가 배반하고 게릴라가 되어 싸웠더라도 독립이 빨라졌다고 할 수 없었을 것”(<대게릴라전-미국은 왜 졌는가>, 29쪽, 1993)이라고 했다.

#### 근황(2009년~2020년)

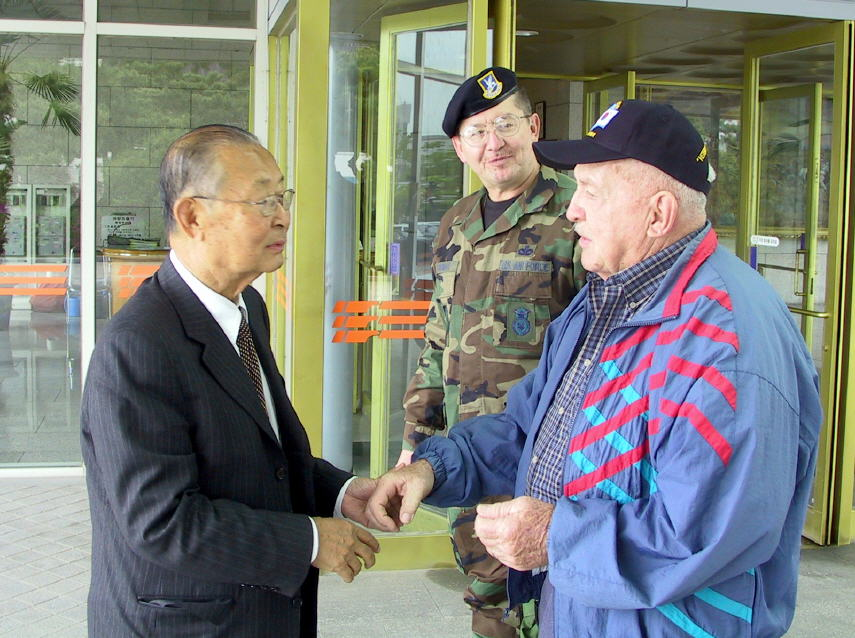
81세의 백선엽(왼쪽)

- 2009년 2월 미 보병재단의 제리 화이트(예비역 소장) 회장이 백 장군에게 편지를 보내 2009년 3월 19일 개관 예정인 미국 국립보병박물관에 소장할 “백 장군의 생생한 전투 경험담을 직접 녹음해 달라”고 요청했다. 화이트 회장은 “백 장군의 육성은 전 세계에서 가장 돈독하게 유지되는 한·미동맹을 재조명하는 계기가 될 것”이라고 밝혔다. 백 장군은 미 보병학교 졸업식에 열릴 박물관 개관식에 외국 장교 출신으로는 유일하게 초청됐다.[24]

- 2010년 육군본부의 신축 강당에 '안중근 장군실'과 '백선엽 장군실'이 마련되었다.

- 2010년 3월 10일 육군 1사단은 백선엽 장군 기념석을 제막했다. 육군 보병 1사단은 백선엽 예비역 대장을 초청해 그의 전승과 공적을 기념하는 비석 제막식을 열었다. 전쟁 지휘관 개인의 이름을 딴 기념비가 세워지는 것은 이번이 처음이다.[25]

- 2010년 6월 21일 '한국전쟁기념재단'이 출범했다. 여기서 백선엽이 초대 이사장으로 선출되었다.[26]

- 2013년 8월 29일 주한 미 육군은 백선엽을 미8군 명예 사령관으로 임명하였다. 미 육군은 백선엽이 한국전쟁 때 조선민주주의인민공화국으로부터 대한민국을 방어하는 데 있어 탁월한 업적을 세웠음을 이 명예직 임명의 이유로 밝혔다.[27]

## 저서

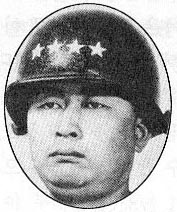
백선엽 (육군 대장 시절)

- 《From Pusan to Panmunjom》
- 《군과 나》 (1989)
- 실록 지리산 (1992)
- 길고 긴 여름 날 1950년6월25일 (1999)
- 《내가 물러서면 나를 쏴라 1~3》 (2010)
- 《조국이 없으면 나도 없다》 (2010)

## 상훈 경력
| 대한민국 훈장             |                                             |
|                           | 태극무공훈장 (2회)                          |
|                           | 을지무공훈장 (2회)                          |
|                           | 충무무공훈장                                |
|                           | 무공포장                                    |
|                           | 6.25사변종군기장                            |
|                           | 금탑산업훈장 (제164호)                      |
|                           | 석탑산업훈장 (제 1041호)                    |
|                           | 일등수교훈장 (제 245호)                     |
|                           | 일등수교훈장 (제 14호)                      |
|                           | 일등수교훈장 (제 108호)                     |
| 미국 훈장                 |                                             |
|                           | 은성훈장                                    |
|                           | 동성훈장                                    |
|                           | 항공훈장                                    |
|                           | 공로훈장 (최고 사령관)                      |
|                           | 공로훈장 (사령관)                           |
|                           | 공로훈장 (장교)                             |
|                           | 공로훈장 (레지온네어)                       |
|                           | 수훈 공공 근무 국방부 훈장                  |
|                           | 수훈 민간 근무 육군 훈장                    |
| Other foreign Decorations |                                             |
|                           | 공적 훈장 (캐나다)                          |
|                           | 레지옹 도뇌르 (프랑스 공화국)               |
|                           | 공로 훈장 (프랑스)                          |
|                           | 전쟁의 십자가 훈장 (프랑스)                 |
|                           | 레오폴 사령관 훈장 (베르기)                 |
|                           | 구름과 배너 훈장 (중화민국)                 |
|                           | 찬란한별 훈장 (중화민국)                    |
|                           | 레지옹 도뇌르 훈장 (지휘관) (필리핀)        |
|                           | 흰 코끼리 훈장 (사령관) (태국 왕국)         |
|                           | 에티오피아 별 훈장 (에티오피아)             |
|                           | 국가 공로 훈장 (어퍼 볼타 공화국)           |
|                           | 피닉스의 그랜드 크로스 오더 (그리스)        |
|                           | 로얄 오더 어부 조지 I (그리스)              |
|                           | 수훈 근무 훈장 (쿠바)                       |
|                           | 니제르 공로 훈장 (니제르)                   |
|                           | 국제연합 헌장을 옹호한 공훈 훈장 (대한민국) |

## 학력
- 평안남도 강서 약송소학교
- 평양사범학교
- 만주국 봉천군관학교 졸업
- 대한민국 군사영어학교 1기
- 대한민국 통위부 보병학교 졸업(1948년)
- 대한민국 국방대학교 행정학사 1기(1956년)

### 비학위 수료
- 연세대학교 경영대학원 최고경영자과정 수료
- 고려대학교 경영대학원 최고경영자과정 수료
- 서울대학교 경영대학원 최고경영자과정 수료

### 명예 박사 학위
- 2010년 6월 8일 충남대학교 명예 군사학 박사

## 가족
- 아버지: 백윤상(白潤相, 1890년 - 1926년)
- 어머니: 방효열(方孝熱, 1893년 - 1977년)
- 외조부: 방흥주(方興周, 185?년 - 19??년) 53세로 평안남도 함종(咸從)에서 졸. 가의대부(嘉義大夫)[28] 대한제국 황군 참령(參領)[29]
  - 누나: 백복엽(白福燁, 1917년 - 1990년)
  - 동생: 백인엽(白仁燁, 1923년 - 2013년, 선인학원 이사장)
- 배우자: 노인숙(盧仁淑, 1925년 - )
  - 아들: 백남혁, 백남흥
  - 딸: 백남희, 백남순
- 사촌누나: 백희엽(白熙燁, 1916년 - 1995년, 기업인, 사채업자)

## 논란

### 국립현충원 안장 관련 논란
백선엽은 스스로 자신이 죽으면 대전현충원에 안장해달라고 말하였다.
하지만 현충원에 반민족 친일행적을 벌인 것으로 추측되는 백선엽이 묻히면 안된다는 의견과, 대한민국의 존립을 가능케 한 전투를 승리로 이끈 구국의 영웅으로서 묻히는게 당연하다는 주장이 계속 병존하고 있다.

### 간도특설대 관련 논란
간도특설대는 만주국 내에서 항일운동을 하는 독립군(1939 - 1943)과 열하성과 하북성에서 팔로군(1944 - 1945)과의 전투를 수행했으며, 150여명 이상의 조선인이 간도특설대에서 근무하였다. 백선엽은 그가 썼던 대부분의 자서전에서 이 시기를 아예 다루고 있지 않다. (다만 일본어로 출판한 자서전에만 간략하게 다루고 있다.) 그는 “우리가 진지하게 토벌했기 때문에 한국의 독립이 늦어진 것도 아닐 것이고, 우리들이 역으로 게릴라가 되어 싸웠으면 독립이 빨라졌으리라는 것도 있을 수 없다.”라고 소회를 밝힌 바는 있으나, 간도특설대 근무 경력에 대해 "그러나 역사상의 비극적인 그것(역사적으로 불가피했었던 간도특설대 대원)만큼은 너무도 유감스럽다."고 하였다.
허나 백선엽이 직접 독립군을 토벌했는지에 대해서는 논란이 있다. 백선엽 본인은 2009년 인터뷰에서 '독립군을 구경도 해보지 못했는데 무슨 토벌을 하느냐'며 독립군을 직접 토벌하지는 않았다고 주장했으나, 일어판 저서에서는 '우리들이 쫓았던 게릴라 중에는 조선인이 섞여있다'는 식의 서술을 한 적은 있는데, 이에 대해 그는 "동족상잔의 사례를 같은 조선인으로서 가슴아픈 소회를 밝혔던 것"이라면서 자신이 직접 토벌했음을 의미하는 건 아니라고 설명했다.

### 국군 창군 등 특정 편향성 영향력 관련 논란
백선엽의 영향력이 대한민국 국군 창군 관련 등을 비롯하여 한국 전쟁의 공식 전사(戰史)·군사(軍史) 서술에 미쳤다는 주장도 있다. 국방부 군사편찬연구소(군편)는 그동안 대표 공식 전사로 1960~70년대 간행된 <6·25전쟁사> 시리즈를 2003년부터 11권으로 증보 개정하는 편찬 사업을 했다. 2004년 1권 발간을 시작으로 2013년 11권이 발간 완료됐다. 군편 자문위원장이자 새로운 <6·25전쟁사> 편찬 자문위원장인 백선엽을 둘러싸고 여러 의혹이 제기됐다. “백선엽이 전쟁 초기의 전사를 임의로 개작해 일본군, 만주군 출신에 유리하도록 서술케 했다”든지 “채병덕 육군총참모장의 이적 행위를 감추기 위해 <채병덕 장군 평전>을 출간케 하여 이적 행위 하나하나를 변명”으로 감싸안았다는 의혹이 제기됐다.

### 최전방 격전지로 소년병 징집 문제
노년에 백선엽 장군은 한국전쟁 소년병 위령 관련 행사에 참석하였다. 국군의 소년병 징집과 관련한 기자들의 질문에는 답변을 내놓지 않으며 행사장에 있어서 논란이 되었다.

### 부풀린 공적
박경석 장군(88·예비역 육군 준장)은 “6·25 전쟁사를 모르는 정치인들과 일반인들은 마치 낙동강 다부동 전투에서 백선엽이 인민군을 다 막아 대한민국이 구출된 것처럼 얘기하지만 말도 안 되는 얘기”라고 하면서 “240km나 되는 낙동강 전선에서 미군 3개 사단, 한국군 5개 사단이 즉 8개 사단이 합심해서 방어해낸 것인데 그중 일부분이었던 백선엽이 다 한 것으로 알려져 있다”고 비판했다. 이것은 공적을 부풀렸다고 폄훼하기보다는 미군등 국제적인 민주화세력과 인민군 대학살극을 경험한 대한민국 국민모두의 승리라는 점을 강조한 것이다.

## 기타
- 경상북도 칠곡군 가산면에 있는 다부동전적기념관 근처에 한국 전쟁 중인 1951년 4월 1일 6·25전쟁 당시 낙동강 방어선의 다부동 전투에서 조선인민군 3사단을 격멸한 전승기념으로 '백선엽 호국구민비'가 설립되었다.
- 대한민국 국군 최초로 원수 진급 대상자가 되었으며 실제로도 원수 진급 심사를 실시했으나 친일 의혹으로 인해 원수 진급이 누락되었다. 아직 한국에는 한 명도 원수 계급자가 없다. 조선민주주의인민공화국에서는 김일성이 유일하게 원수이다.

## 백선엽을 연기한 배우
- 황일청 - 《제3공화국》(1993년) MBC 드라마
- 강욱규 - 2010년 6·25 전쟁과 이승만, 연극

## 같이 보기
| - 만주군 - 봉천군관학교 - 간도특설대 - 대한민국 육군 - 백야전사령부 - 반공주의 - 한국의 군정기 - 한국 전쟁 - 정일권 - 채명신 - 박정희 - 조만식 - 이형근 - 박창암 - 유원식 - 이유필 - 김종필 - 이종찬 - 이윤영 - 이한림 - 채병덕 - 최경록 - 조병옥 - 국토통일원 | - 만주국 - 인천상륙작전 - 전쟁기념관 - 한신 - 김백일 - 김규식 - 김종필 - 김창룡 - 더글러스 맥아더 - 백인엽 - 윤치호 - 원용덕 - 존 하지 - 이승만 - 김구 - 장면 - 김홍일 - 선우휘 - 송요찬 - 윤보선 - 장택상 - 장준하 - 정일권 - 전두환 | - 제1공화국 - 제2공화국 - 제3공화국 - 제4공화국 - 5·16 군사 정변 - 유동열 - 윤치영 - 박관수 - 박종규 - 박종홍 - 장경순 - 박경원 - 박홍 - 조갑제 - 지만원 - 함석헌 - 친일인명사전 수록예정자 명단 |

## 참고 문헌
- 유광종, 《GENERAL PAIK : 6.25 전쟁의 파워 리더 백선엽을 말한다》 (도서출판 책밭, 2011)
- 김용직, 사료로 본 한국의 정치와 외교 : 1945 - 1979 (성신여자대학교출판부, 2005)
- 강준만, 한국현대사산책 : 1950년대편 1 (인물과 사상사, 2006)
- 유영익, 이승만 대통령 재평가 (연세대학교출판부, 2006)
- 문화유적분포지도 - 칠곡군(칠곡군·경상북도문화재연구원, 2005)
- 백선엽, 내가 물러서면 나를 쏴라 1 - 3 (중앙일보, 2010)
- 백선엽, 길고 긴 여름 날 1950년 6월25일 (지구촌, 1999)
- 정일권, 《정일권회고록 1 - 2》 (고려서적, 1996)
- 백선엽,《실록 지리산》 (고려원, 1992)
- 백선엽,《군과 나》 (대륙연구소 출판부, 1989)
- 브루스 커밍스ㆍ존 할리데이, 《한국전쟁의 전개과정》 (태암, 1989)
- 佐佐木春隆,《한국전 비사》상ㆍ중ㆍ하 (병학사, 1983)
- 국방부 전사편찬위원회,《한국전쟁사 : 해방과 건국》 (대한민국 국방부, 1967)
- 존 R. 메릴, 《침략인가, 해방전쟁인가》 (과학과 사상, 1988)